# Saint-Julien-du-Pinet
Saint-Julien-du-Pinet là một xã thuộc tỉnh Haute-Loire trong vùng Auvergne-Rhône-Alpes ở nam trung bộ nước Pháp. Khu vực này có độ cao từ 637-1186 mét trên mực nước biển. Theo điều tra dân số năm 2006 của INSEE có dân số 422 người.